# Consolea nashii
Consolea nashii ist eine Pflanzenart in der Gattung Consolea aus der Familie der Kakteengewächse (Cactaceae). Das Artepitheton nashii ehrt den US-amerikanischen Botaniker George Valentine Nash (1864–1921).

## Beschreibung
Consolea nashii wächst strauchig bis baumförmig und erreicht Wuchshöhen von 1 bis 2 Meter. Der im Querschnitt kreisrunde Stamm weist Durchmesser von 5 bis 12 Zentimeter auf und ist bedornt. Die Triebabschnitte sind variabel. Die stumpfen, ausgenommenen Hauptabschnitte sind bis zu 1 Meter und mehr lang und 4 bis 6 Zentimeter breit. Sekundäre oder seitliche Triebabschnitte sind gegenständig oder wechselständig angeordnet. Sie sind länglich bis linealisch, stumpf, ausgenommen und mit wenigen Höckern versehen, aber nicht deutlich genetzt. Sie sind bis 30 Zentimeter lang, bis  8 Zentimeter breit und 6 Millimeter dick. Die Areolen sind wenig erhaben, die darauf befindlichen sehr kleinen Glochiden braun. Es sind zwei bis fünf schlanke, gerade. spreizende, stechende Dornen vorhanden. Sie sind hellgrau und 3 bis 6 Zentimeter lang.
Die roten Blüten sind bis zu 4 Zentimeter lang und weisen einen Durchmesser von 1,5 Zentimeter auf.

## Verbreitung, Systematik und Gefährdung
Consolea nashii ist auf den Bahamas und auf Kuba verbreitet.
Die Erstbeschreibung als Opuntia nashii erfolgte 1905 durch Nathaniel Lord Britton. Alwin Berger stellte sie 1926 in die Gattung Consolea. Ein nomenklatorisches Synonym ist Consolea macracantha subsp. nashii (Britton) Guiggi (2007).
Es werden folgende Unterarten unterschieden:
- Consolea nashii subsp. nashii
- Consolea nashii subsp. gibarensis Areces

In der Roten Liste gefährdeter Arten der IUCN wird die Art als „Least Concern (LC)“, d. h. als nicht gefährdet geführt. Die zukünftige Entwicklung der Populationen ist unbekannt.

## Nachweise